# Monte Vindio

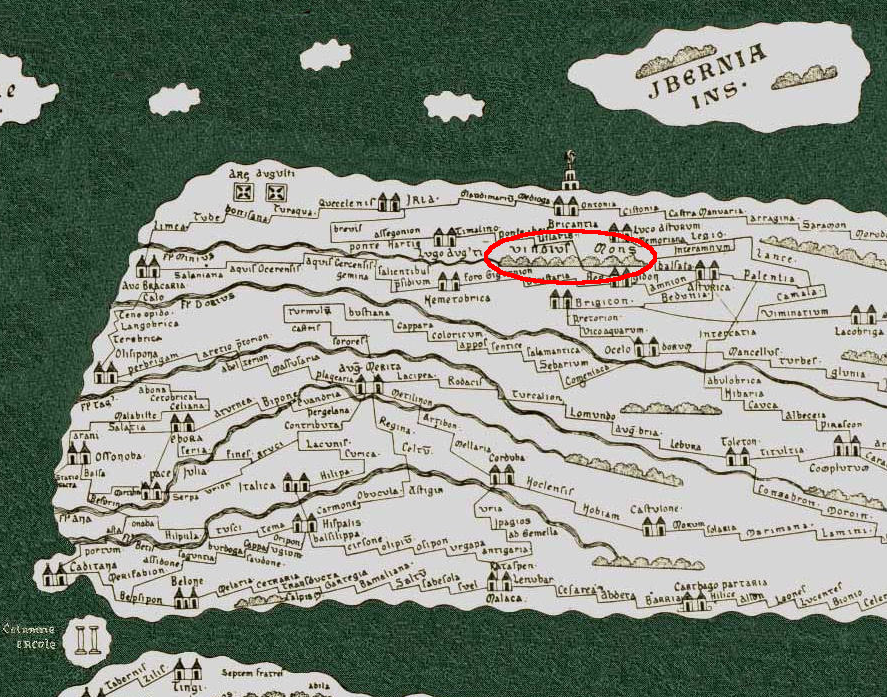
El monte Vindio según la Tabula Peutingeriana. La reconstrucción de este segmento del mapa sigue la interpretación realizada por Konrad Miller en 1898 basándose en el conocido Itinerario Antonino.

El monte Vindio es una denominación histórica de un monte perteneciente a la cordillera Cantábrica, si bien hoy en día su situación geográfica es totalmente incierta.
Durante las guerras cántabras, en el año 26 a. C., tras la derrota de las tribus cántabras en la batalla de Bérgida, que algunos autores localizan en Valberga (Burón), muy próximo al macizo del Mampodre y Riaño; otros en Bergidum, que sitúan en El Bierzo; y la mayoría de los tratadistas de Cantabria lo relacionan con la ciudad fortificada de Vellica que cita Ptolomeo en Cantabria, donde los cántabros supervivientes se retiran en busca de refugio entre los riscos de este monte.
En cualquier caso, la batalla del monte Vindio forma parte del relato histórico que Floro titula Bellum Cantabricum. Es decir, la campaña militar romana contra los cántabros. Por otra parte, el Bellum Asturicum de Floro hace referencia a la campaña militar contra los ástures.
Según Floro, el Vindio era tan inaccesible que hasta los propios cántabros se sentían seguros al pensar que antes subirían allí las olas del mar que las legiones romanas. De nada serviría, pues según Orosio, los nativos son asediados por las tropas romanas que entran a través del valle del Cares, Duje y Dobra. Las tropas romanas son reforzadas por tropas desembarcadas en Nueva de Llanes, en Asturias que atraviesan la sierra de Cuera hacía el concejo asturiano de Onís.
La resistencia fue inútil. En el otoño del año 25 a. C. la mayoría de los cántabros perecerían de inanición y por frío.

## Hipótesis sobre la identificación del Vindio
Algunas hipótesis señalan su ubicación en los Picos de Europa basándose en el significado del término celta Vindio (blanco) y relacionándolo con las cimas nevadas del citado macizo, aunque también se especula con la posibilidad de que el monte haga referencia a la cordillera Cantábrica en todo su conjunto.
El erudito Eutimio Martino identifica el monte Vindio con Peña Santa de Castilla en su libro titulado Roma contra cántabros y ástures (pp. 76-90). Martino reconstruye este posible escenario apoyándose en dos elementos. Por un lado, la situación geográfica de Bergida, que él mismo sitúa en Valberga (actual Burón). Por otro lado, el relato de los historiadores romanos Floro, Orosio y Dión Casio.
Una nueva tesis surgió tras el descubrimiento en 2015 de dos campamentos romanos en las inmediaciones de Peña Prieta, en la divisoria entre Palencia y Cantabria, apoyada por el topónimo Binduey (antiguo Vindoey) de uno de los asentamientos.
Otra hipótesis sugiere que se podría tratar del Carrilón de los Moros, un castro situado en el pueblo asturiano de La Foceicha, en el concejo de Teberga (del celta "teut" y "briga" y que podría ser donde tuviera lugar la batalla de Bergida, Teut Briga => Teut Bergida => Teberga), a los pies de Pena Viguera (de caliza blanca, lo que lo relacionaría con el topónimo "vindio"), cerca del Puerto de Ventana (que podría derivar de "terra vindiana") y no muy lejos de la calzada romana de La Mesa (la principal vía de entrada a Asturias por la Cordillera y donde todavía quedan restos de una construcción defensiva contra los romanos, El Muru, que podría ser la muralla de Bergida).[cita requerida]